# Drymoanthus flavus
Drymoanthus flavus är en orkidéart som beskrevs av St.George och Brian Peter John Molloy. Drymoanthus flavus ingår i släktet Drymoanthus och familjen orkidéer. Inga underarter finns listade i Catalogue of Life.